# Antonio Meseguer
Antonio Meseguer (1851-1914) fue un pintor español.

## Biografía
Habría nacido en Murcia el 9 de agosto de 1851. Estuvo pensionado por la Diputación de Murcia desde 1877 a 1881 para seguir sus estudios en París, desde donde remitió varias copias y asuntos originales a la citada diputación. En 1871 fue premiado con medalla de cobre en la Exposición de Cartagena por un cuadro de género que representaba Un poeta tronado. En 1875 lo fue en los Juegos florales de Murcia con la flor natural por su boceto Entrevista de Carlos IV con Floridablanca, que figuró en la Exposición murciana de 1876 y obtuvo medalla de plata. En 1876 alcanzó un jazmín de plata en los Juegos florales por su boceto Walala cautiva. Fueron también de su mano Constantino arengando a sus legiones antes del combate contra Magencio, El bracero, Un lindo pie, Retratos de D. Alberto Rubio y de su esposa, de Don Narciso Ruiz y otros muchos. Falleció en agosto de 1914.